# GRP (маркетинг)
GRP, GRP(s), Gross Rating Points — це сумарний рейтинг, який показує загальну кількість контактів аудиторії з подією. Вважається методом підсумовування рейтингів кожного показу. Тобто, суть показника GRP — загальна кількість контактів з багаторазово показаною в різних медіа подією.

## Обчислення
GRP показує, скільки разів рекламне повідомлення траплялося людям на очі за період рекламної кампанії. Важливо розуміти, що при розрахунку GRP враховуються ВСІ контакти — як перші, так і повторні. Якщо ж ми хочемо визначити, яка кількість людей побачили нашу рекламу, то йтиметься вже не про GRP, а про охоплення.
Для обчислення GRP рекламної кампанії необхідно знати всі рейтинги, набрані виходами окремих рекламних повідомлень. Рейтинг є процентне відношення цільової аудиторії, яка бачила якусь ефірну подію в момент часу по відношенню до всієї цільової аудиторії, яка мала можливість його бачити.
Якщо ми говоримо про рекламну кампанію, то можна сказати, що вона набрала, наприклад, 1000 GRP, що буде означати, що з огляду на весь медіамікс, цю рекламу побачили 1000 разів — неважливо де і неважливо, була це одна людина (і їй, бідній, ця реклама потрапила на очі 1000 разів) або 1000 (і кожен побачив її один раз).

## Використання
Медіа планувальник розраховує загальне охоплення, середню частоту і GRP як частину планування кампанії. Метою є отримання максимально можливого GRP при мінімально можливій вартості, залишаючись при цьому зосередженим на цільовому ринку. Після кампанії, ви можете розрахувати фактичне «охоплення х частоту = GRP», щоб отримати постійні дані.